# Billy Williams (Baseballspieler)
Billy Leo Williams, Spitzname Sweet Swingin’ Billy from Whistler, (* 15. Juni 1938 in Whistler, Alabama) ist ein ehemaliger US-amerikanischer Baseballspieler, der von 1959 bis 1976 in der Major League Baseball (MLB) aktiv war. Sein erstes Spiel bestritt er am 6. August 1959 für die Chicago Cubs. In seiner gesamten Zeit bei den Cubs, für die er später in das All-Century Team der Cubs gewählt wurde, konnte er nie die Postseason erreichen. In seinen letzten zwei Jahren bei den Oakland Athletics schaffte er es, die Playoffs zu erreichen.
Im Jahr 1987 wurde Billy Williams in die Baseball Hall of Fame gewählt.
Die Nummer 26 wird von den Chicago Cubs nicht mehr vergeben.